# Gonzalve Petitpierre
Pour les articles homonymes, voir Petitpierre.
Gonzalve Petitpierre, né le 17 avril 1805 à Saint-Aubin et décédé le 2 février 1870 à Berne, est un journaliste et homme politique suisse.

## Biographie
Gonzalve Petitpierre est né le 17 avril 1805 à Saint-Aubin, dans le canton de Neuchâtel, en Suisse. Il est le fils de Henri Petitpierre, chef d'état major dans l'armée napoléonienne. En 1824 et 1825, il est journaliste pour le Nouvelliste vaudois pour lequel il rédige des articles concernant Neuchâtel. Il réside ensuite en Frise pendant quatre ans, de 1826 à 1830.  
À son retour en Suisse, il enseigne la sténographie à Neuchâtel et à Lausanne, puis fonde en 1831 le Journal de Neuchâtel. La même année, il condamne la révolution républicaine à Neuchâtel, bien qu'il soit lui-même républicain et favorable à l'entrée pleine et entière de Neuchâtel dans la Suisse. Cela n'empêche pas qu'il est condamné en février 1832 à trois mois de prison pour insultes et incitation à la révolte contre Ernst von Pfuel, le gouverneur du roi de Prusse. Il doit alors quitter Neuchâtel et se rend à Berne,. Il y vit de ses revenus de sténographe et de journaliste. Il est sténographe du Grand Conseil du canton de Berne de 1832 à 1848. Jusqu'en 1838, il publie également L'Helvétie. Enfin, il est correspondant de plusieurs journaux étrangers. En 1839, il est secrétaire particulier de Louis Napoléon Bonaparte. De 1841 à 1845, il publie une Galerie des Suisses distingués du XIXe siècle.  
En 1848, il prend part à la révolution neuchâteloise, qui se solde cette fois-ci par un succès. Il est membre de l'Assemblée constituante de 1848, puis député au Grand Conseil du canton de Neuchâtel de 1852 à 1856 pour le collège électoral de Travers,. Il est également membre de la Diète fédérale en 1848, puis du Conseil des États de 1848 à 1853 et est ainsi l'un des deux premiers conseillers aux États du canton,. 
Il n'est pas réélu au Conseil des États par le Grand Conseil en 1853,. Différentes hypothèses ont été avancées pour expliquer cette non-réélection, notamment la proximité de Petitpierre avec Napoléon III ou la négligence qui aurait caractérisé son travail de Conseiller aux États,. Trois ans plus tard, il est réélu au Grand Conseil dans le collège électoral de Travers, mais son élection est annulée car il n'habite pas le canton de Neuchâtel.
De 1854 à 1858, il publie les Annales historiques du Comté de Neuchâtel et Valangin depuis Jules-César jusqu'en 1722 de Jonas Boyve.